# Jacques Malkin
Jacques Malkin (* 16. Dezember 1875 in Słobódka (Podolien); † 8. Dezember 1964 in New York) war ein amerikanisch-russischer Violinist und Musikpädagoge. Er war der Bruder des Violoncellisten Joseph Malkin (1879–1969) und des Pianisten Manfred Malkin (1884–1966), mit denen er oft im Malkin-Trio konzertierte.

## Leben und Werk
Jacques Malkin war seit 1892 Schüler von Martin Marsick am Pariser Konservatorium. Er spielte dort ab 1893 in der Sociéte des instruments anciens Viola d’amore. 1918 ließ er sich in New York nieder. Jacques Malkin unterrichtete zeitweise am Konservatorium seines Bruders Manfred in New York.